# Kamini Roy
Pour les articles homonymes, voir Roy.
Kamini Roy (12 octobre 1864 - 27 septembre 1933) est une poétesse, une assistante sociale et une féministe bengali de l'Inde britannique. Elle est la première femme diplômée en Inde britannique,. 

## Biographie
Née le 12 octobre 1864 dans le village de Basanda, dans la présidence du district de Bakergunj au Bengale, situé maintenant dans le district de Barisal au Bangladesh, Roy entre à la Bethune School en 1883. Son père est juriste et écrivain.Enfant, elle est fascinée par les mathématiques mais se tourne finalement vers l'étude du sanskrit. Nisith Chandra Sen, son frère, est un avocat de renom au sein de la Cour suprême de Calcutta et, plus tard, le maire de Calcutta, tandis que sa sœur Jamini est le médecin de la famille de la famille royale du Népal. 
Étant l'une des premières filles à aller à l'école en Inde britannique, elle obtient un baccalauréat ès arts du Bethune College de l'Université de Calcutta en 1886 et commence à y enseigner la même année. Elle y rencontre Kadambini Ganguly, l'une des deux premières femmes à avoir obtenu son diplôme dans le pays et son aînée de trois ans. Elle devient aussi proche de Abala Bose, une des premières féministes indiennes. 
Kamini Roy publie son premier ouvrage, un recueil de poèmes, en 1889, intitulé Alo O Chhaya. 
Elle reprend le flambeau du féminisme d'une de ses collègues au Bethune College. S'adressant à une école de filles à Calcutta, Roy déclare que, comme Bharati Ray (en) le paraphrasera plus tard, « le but de l'éducation des femmes est de contribuer à leur développement intégral et à la réalisation de leur potentiel ». 
En 1921, elle est l'un des leaders, avec Kumudini Mitra (Basu) et Mrinalini Sen, du Bangiya Nari Samaj, une organisation créée pour lutter pour le suffrage des femmes. Le Conseil législatif du Bengale accorde un droit de vote limité aux femmes en 1925, permettant aux femmes bengali d'exercer leur droit pour la première fois lors des élections législatives indiennes de 1926,. Elle est aussi membre de la Commission d'enquête sur le travail des femmes (1922-1923). 
Elle meurt le 27 septembre 1933 à Hazaribagh. 

## Récompenses et hommages
Roy fait tout pour encourager d'autres écrivains et poètes. En 1923, elle se rend à Barisal et encouragea Sufia Kamal, alors jeune fille, à continuer à écrire. Elle est présidente de la Conférence littéraire du Bengale en 1930 et vice-présidente du Bangiya Sahitya Parishad en 1932-1933. 
Elle est influencée par le poète Rabindranath Tagore et la littérature sanskrite. L'Université de Calcutta lui décerne la médaille d'or Jagattarini. 
Le 12 octobre 2019, Google commémore Kamini Roy avec un Doodle à l'occasion du 155e anniversaire de naissance. Le texte commence par un citation : « Pourquoi une femme devrait-elle être confinée à la maison et se voir refuser la place qui lui revient de droit dans la société ? ». 

## Ouvrage
Parmi ses contributions littéraires notables figuraient : 
- Mahasweta, Pundorik
- Pouraniki
- Dwip O Dhup
- Jibon Pathey
- Nirmalya
- Malya O Nirmalya
- Ashok Sangeet
- Gunjan
- Balika Sikkhar Adarsha